# 赫盧克

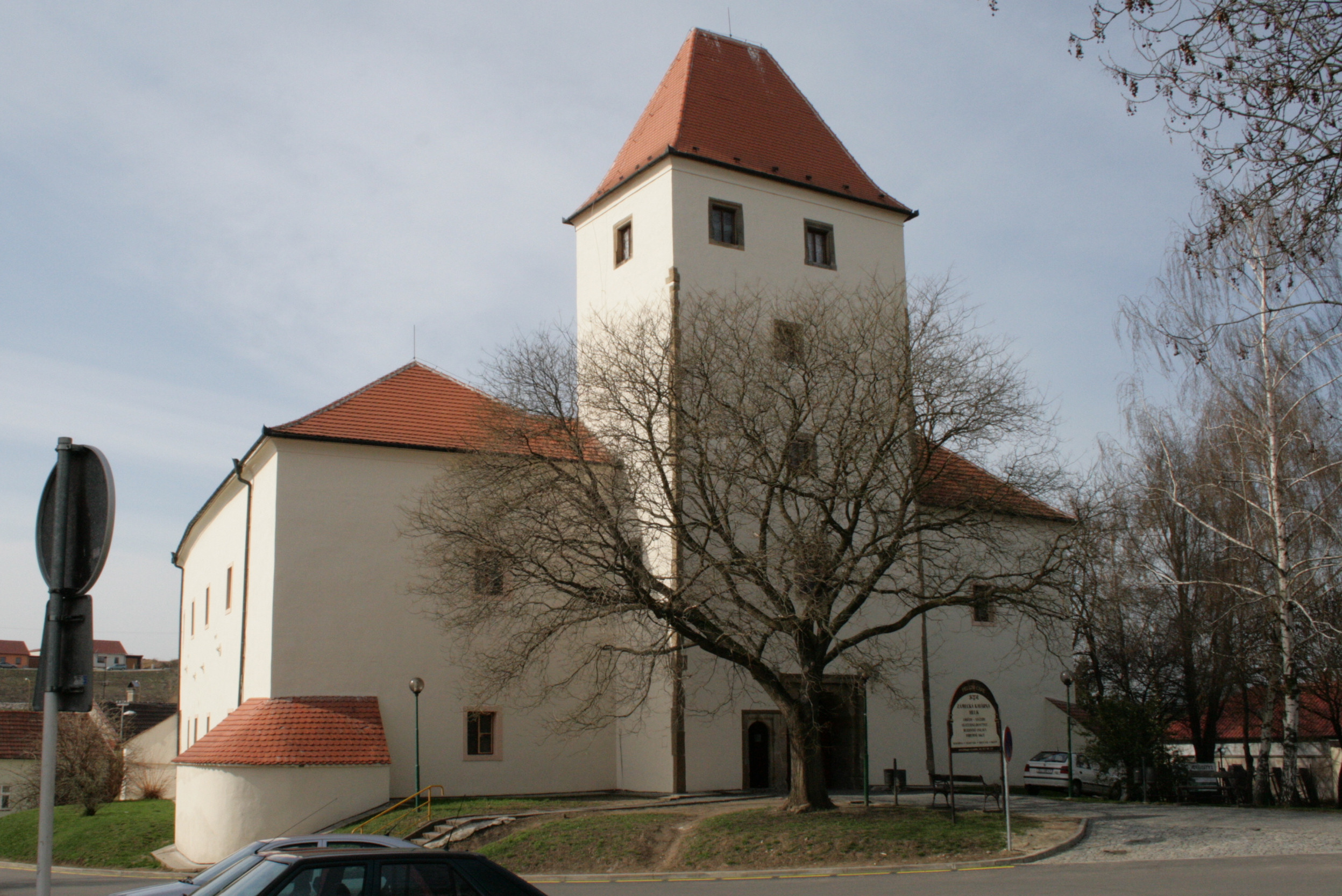

赫盧克是捷克的城鎮，位於該國東南部，距離烏赫爾布羅德約10公里，由茲林州負責管轄，面積28.39平方公里，海拔高度222米，鎮上有歷史悠久的酒窖，2006年人口4,442。

## 外部連結
- Municipal website